# 東京單軌電車2000型電聯車
東京單軌電車2000型電聯車（日语：／ Tokyo Monorēru 2000-gata densha）是東京單軌電車的羽田機場線使用的單軌電聯車，並於1997年8月7日開始投入使用。2000型是為了替代自1982年開始運轉，且車體逐漸老化的東京單軌電車700型和800型電聯車而引進的車輛。而本型車於1997年獲得日本設計振興會的優良設計獎。

## 規格與構造
本型車為東京單軌電車首款採用變頻器控制系統的單軌電聯車，且車廂內配備4人座的對向式座椅和長條式座椅，使本型車的運輸能力較東京單軌電車1000型電聯車提升約10%。每節車廂設有專門放置大型行李的專用空間，1號車廂及6號車廂則有設置放置輪椅的專用空間。
本型車的第2031編組在2015年7月18日開始採用新的綠色、天空藍及藍色塗裝，並分別點綴在車門及車體的上半部；而其餘的編組則陸續採用該編組的新塗裝。車廂內的座椅材質則改為與東京單軌電車10000型電聯車相同的布料，並將普通座椅和博愛座的座椅顏色分別以藍色和綠色作為區分。